# Arreux
Arreux település Franciaországban, Ardennes megyében. Lakosainak száma 342 fő (2022. január 1.). Arreux Cliron, Damouzy, Houldizy, Montcornet és Tournes községekkel határos.

## Népesség
A település népességének változása:
| Lakosok száma | 199  | 256  | 320  | 358  | 355  | 332  | 324  | 322  | 317  | 342  |
|               | 1968 | 1982 | 1999 | 2006 | 2011 | 2015 | 2017 | 2018 | 2020 | 2022 |